# Јован Белимарковић
Јован Белимарковић (Београд, 1. јануар 1827 — Врњачка Бања, 16. август 1906) био је српски генерал и виши државни службеник.

## Биографија
Рођен је 1. јануара 1827. године у Београду од оца Павла, цариника београдског ђумрука и мајке Стојанке.
Женио се два пута. Први пут Бисенијом, кћерком Стојана Симића из Београда. Са њом није имао деце. Други пут оженио се Цаном, из фамилије Чотрић. У овом браку имао је три сина, близанце Милана и Милоша, и Рељу и пет кћери, Милицу, близанке Цвету и Велику, Босиљку и Стојанку. Син Милан је умро као дете, а Милош се определио за официрски позив. Две његове кћери, Велика и Цвета, удале се за официре. Прва за санитетског поручника Живојина Стојадиновића, а друга за капетана друге класе Јована Дробњака.

## Официрско напредовање
За време школовања у Војној академији (тада Артиљеријској школи) а касније у размени у берлинској Артиљеријско-инжењеријској школи, унапређен је у чин потпоручника 1. фебруара 1850. године. Поручник је постао 1. јануара 1854, капетан 2. класе 19. августа 1858, капетан 1. класе 1. јануара 1859, мајор 4. априла 1859, потпуковник 1. априла 1865, пуковник 1. јануара 1869. и генерал 21. новембра 1877. године.

## Активна служба и политичка каријера
Основну школу и гимназију је завршио у Београду. Започео је студије на правном факултету Лицеја у Београду, а затим је годину дана студирао филозофију у Берлину. У војску је ступио септембра 1846. године. Као државни питомац упућен је на школовање у Пруску. У Берлину је био слушалац Артиљеријско-инжењерске школе. Школовање је окончао 1852. године. За време школовања у Пруској био је на трупној пракси у другом инжењеријском батаљону у Штетину.
Био је наставник на Војној академији у Београду 1852—1859. године, када је постављен за време друге владавине кнеза Михаила за директора Артиљеријске радионице Тополивнице у Крагујевцу где је остао до новембра 1861. године. Тада је дао оставку на војну службу и преведен у резерву. Као вршилац дужности управника града Београда 1858. са либералима ради на збацивању Александра Карађорђевића и повратку Милоша Обреновића. На тој дужности се задржао кратко, од 30. новембра 1858. до 11. фебруара 1859. године. Поново враћен у активну службу у време турског бомбардовања Београда, јуна 1862, када је постављен за команданта одсека одбране Београда. По престанку ратних догађаја, 27. јула 1862, постављен је за начелника Штаба команде Стајаће војске. За инспектора инжењерије и помоћника министра војног постављен 1865. године. На дужности министра војног и грађевина, у кабинету Ђорђа Ценића, налазио се од 21. јуна 1868. до 17. јула 1869. године.
У новообразваном кабинету Радивоја Милојковића на истој дужности био је од 17. јула 1869. до 10. августа 1872. године. Падом намесничког режима 1872. окривљен је за злоупотребе, али је ослобођен одлуком Народне скупштине. У кабинету Миливоја Блазнавца (10. август 1872 — 2. април 1873) био је министар грађевина, до изненадне Блазнавчеве смрти 23. марта 1873. године када га замењује до оставке кабинета, 2. априла 1873. године. Одређен је, затим, за државног саветника и на тој дужности остао је до јануара 1875, када је пензионисан. Поново реактивиран 9. јуна 1876. године, када је Влада одредила да као војни повереник отпутује у Црну Гору ради извршења појединих чланова Војне конвенције са Црном Гором из маја 1876, где се задржао до почетка 1877. године.
У предвечерје Другог српско-турског рата, по произвођењу у чин генерала 21. новембра 1877, постављен је за команданта Шумадијског корпуса. За ту дужност одређен је указом Владе од 27. новембра 1877, са задатком да угуши војну побуну у Лепеничком и Јасеничком срезу Крагујевачког округа. Ово решење није ступило на снагу, укинуто је 30. новембра 1877, а новим решењем Владе, са истим датумом, послат је на границу према Турској. Белимарковић је успешно командовао војним јединицама у Другом српско-турском рату. Учествовао је у ослобођењу јужних делова Србије, до Врања и Грделице.
У марту 1880. упућен је у војнодипломатску мисију, са задатком да издејствује пријем једне групе млађих официра на школовање у Пруску. Овај задатак успешно је привео крају. Пензионисан је поново, на свој захтев, 19. јануара 1882. године и преведен у резерву. Краљ Милан га одређује за једног од краљевских намесника пре абдикације 22. фебруара 1889. године. Као одлучан противник радикала, Белимарковић је после смрти другог намесника Косте Протића био, заједно са првим намесником Јованом Ристићем, против избора Николе Пашића за намесника.
На положају намесника остао је до 1. априла 1893, када је малолетни краљ Александар Обреновић прогласио себе пунолетним, збацио либералну владу и довео на власт радикале. Његовим ступањем на престо Белимарковић је разрешен ове дужности и по трећи пут пензионисан. Када је краљ Александар привремено укинуо Устав 24. марта 1903, поново је враћен у активну службу, али сменом династије, 1. јуна исте године поново је и коначно по четврти пут пензионисан.
Последње године свог живота провео је у Врњачкој Бањи, где је имао велику вилу. Преминуо је 16. августа 1906. у Врњачкој Бањи.

### Остале дужности и почасти
Осим поменутих, обављао је и друге дужности. Био је судија Војнокасационог суда и председник Инжењеријског комитета, а од септембра 1881. био је председавајући у Комисији за организацију и наставу војске. Био је и члан бројних комисија за официрске испите.
Као велики поседник некретнина и других добара, био је уз Ђуру Хорватовића, један од наших најбогатијих генерала. Једини је генерал који је за живота стекао почаст да један српски пук (1. пешадијски пук 1. првог позива Народне војске), буде назван његовим именом (Ђенерала Белимарковића).

## Одликовања

### Домаћа одликовања
- Орден Милоша Великог 1. реда
- Орден Таковског крста 1, 2 и 3. реда
- Златна медаља за храброст
- Споменица рата за ослобођење и независност 1876—1878

### Инострана одликовања
- Орден Светог Станислава са мачевима 1. реда
- Орден Светог Ђорђа са мачевима 1. реда
- Орден Меџендије 3. реда
- Орден књаза Данила I[4]